# هنري س. بوتير
هنري س. بوتير (بالإنجليزية: Henry Codman Potter I)‏ هو قسيس أمريكي، ولد في 25 مايو 1835 في سكنيكتادي في الولايات المتحدة، وتوفي في 21 يوليو 1908 في مانهاتن في الولايات المتحدة.